# Discographie de Kenza Farah
La discographie de la chanteuse Kenza Farah.

## Albums
| Titre        | Détails de l'album                                                 | Meilleure position | Meilleure position | Meilleure position | Ventes  | Certifications  |
| Titre        | Détails de l'album                                                 | BE-W               | FRA                | SUI                | Ventes  | Certifications  |
| ------------ | ------------------------------------------------------------------ | ------------------ | ------------------ | ------------------ | ------- | --------------- |
| Authentik    | - Sortie : 2007 - Label : Karismatik - Formats : CD                | 50                 | 5                  | -                  | 160 000 | - FRA : 2x Or   |
| Avec le cœur | - Sortie : 17 Nowembre 2008 - Label : Karismatik - Formats : CD    | 59                 | 7                  | -                  | 100 000 | - FRA : Platine |
| Trésor       | - Sortie : 10 Nowembre 2010 - Label : Karismatik - Formats : CD    | 86                 | 18                 | -                  | 50 000  | - FRA : Or      |
| 4 Love       | - Sortie : 3 septembre 2012 - Label : Jive Records - Formats : CD  | 44                 | 13                 | -                  | 20 000  |                 |
| Karismatik   | - Sortie : 29 septembre 2014 - Label : Jive Records - Formats : CD |                    | 31                 |                    | 4 000   |                 |

## Mixtape
| Titre                   | Détails de l'album                                           | Meilleure position | Meilleure position | Meilleure position | Ventes | Certifications |
| Titre                   | Détails de l'album                                           | BE-W               | FRA                | SUI                | Ventes | Certifications |
| ----------------------- | ------------------------------------------------------------ | ------------------ | ------------------ | ------------------ | ------ | -------------- |
| Authentik Mixtape       | - Sortie : 21 avril 2008 - Label : Karismatik - Formats : CD | -                  | 82                 | -                  | 10 000 |                |
| Authentik Mixtape Vol.2 | - Sortie : 2012 - Label : Karismatik - Formats :             | -                  | -                  | -                  |        |                |

## Singles (Authentik)
| Titre             | Détails du single | Meilleure position | Meilleure position | Meilleure position | Ventes | Certifications |
| Titre             | Détails du single | Belgique           | France             | Suisse             | Ventes | Certifications |
| ----------------- | ----------------- | ------------------ | ------------------ | ------------------ | ------ | -------------- |
| Je Me Bats        | - Année : 2007    | -                  | 39                 | -                  | 21 320 |                |
| Appelez-moi Kenza | - Année : 2007    | -                  | 11                 | -                  | 21 320 |                |
| Lettre Du Front   | - Sortie : 2007   | -                  | 45                 | -                  |        |                |

## Singles (Avec le cœur)
| Titre                 | Détails du single | Meilleure position | Meilleure position | Meilleure position | Ventes | Certifications |
| Titre                 | Détails du single | Belgique           | France             | Suisse             | Ventes | Certifications |
| --------------------- | ----------------- | ------------------ | ------------------ | ------------------ | ------ | -------------- |
| Au Cœur De La Rue     | - Année : 2008    | -                  | 29                 | -                  | 22,960 |                |
| J'essaie Encore       | - Année : 2008    | -                  | 14                 | -                  | 22,960 |                |
| Celle Qu'il Te Faut   | - Sortie : 2009   | -                  | 44                 | -                  |        |                |
| Désillusion Du Ghetto | - Sortie : 2009   | -                  | -                  | -                  |        |                |

## Singles (Trésor)
| Titre                   | Détails du single | Meilleure position | Meilleure position | Meilleure position | Ventes | Certifications |
| Titre                   | Détails du single | Belgique           | France             | Suisse             | Ventes | Certifications |
| ----------------------- | ----------------- | ------------------ | ------------------ | ------------------ | ------ | -------------- |
| Là Ou Tu Vas            | - Année : 2010    | -                  | 11                 | -                  | 18 000 |                |
| Militante               | - Année : 2010    | -                  | -                  | -                  |        |                |
| Crack Music             | - Sortie : 2010   | -                  | -                  | -                  |        |                |
| Opérationnel            | - Sortie : 2010   | -                  | -                  | -                  |        |                |
| Coeur Prisonnier        | - Sortie : 2010   | -                  | -                  | -                  |        |                |
| Ainsi Va La Vie         | - Sortie : 2010   | -                  | -                  | -                  |        |                |
| Sans Jamais Se Plaindre | - Sortie : 2011   | -                  | -                  | -                  |        |                |

## Single (4 Love)
| Titre        | Détails du single | Meilleure position | Meilleure position | Meilleure position | Ventes | Certifications |
| Titre        | Détails du single | Belgique           | France             | Suisse             | Ventes | Certifications |
| ------------ | ----------------- | ------------------ | ------------------ | ------------------ | ------ | -------------- |
| Lucky        | - Année : 2012    | -                  | -                  | -                  |        |                |
| Quelque Part | - Année : 2012    | -                  | 64                 | -                  | 8 500  |                |
| One By One   | - Année : 2012    | -                  | -                  | -                  |        |                |
| Coup de Cœur | - Année : 2012    | -                  | 16                 | -                  | 30 000 |                |
| Avec Toi     | - Sortie : 2013   | -                  | -                  | -                  |        |                |